# Partizanski filmovi
Partizanski filmovi (ponekad i pod nazivom "antifašistički filmovi") označavaju filmski žanr koji je nastao u komunističkoj (titoističkoj) režimskoj filmskoj umjetnosti u republikama i autonomnim pokrajinama socijalističke Jugoslavije.
Ovaj žanr je s nizom svojih pravila i motiva sličnim američkom westernu ili japanskom jidaigekiju tipičan za režimsku jugoslavensku filmsku umjetnost. Većina ovih filmova se može svrstati i u kategoriju ratnih filmova. 

## Svrha
Slično kao ratni filmovi drugih država partizanski filmovi su imali ideološku pozadinu te su imale funkciju održavanja uspomene na Drugi svjetski rat od 1941. do 1945. godine s idealiziranjem "bratstva i jedinstva" uz marksističku liniju predstavljanja etničkog identiteta kao "buržoaskog ideološkog konstrukta".
Partizanski filmovi su često predstavljali „državne projekte“ za koje su izvajane velike svote sredstava, a često je u njima sudjelovao i veliki broj pripadnika Jugoslavenske narodne armije. SFR Jugoslavija nije jedina koja je koristila ratne filmove za svrhu propagande i indoktrinacije pošto je ova praksa bila stvorena u SSSRu i SADu. Pojedini zapadni direktori koristili su vojne snage drugih zemalja ako vojne snage iz zemlje u koje potječu nisu bile voljne sudjelovati tokom snimanja ili ako je snimanje bilo preskupo. Tako recimo ratni filmovi Patton, Lawrence od Arabije su snimljeni u Španjolskoj, a Pad crnog jastreba je snimljen u Maroku uz statiste iz američke vojske. Titovi partizani prikazivali su se kao supraetničke borbene jedinice odgovarale monopolu službene kulture sjećanja na Drugi svjetski rat. Za neke od filmova o Titovim partizanima Tito ih je osobno cenzurirao, tako da direktno odražavaju stanje tadašnje indokrincije".  Filmovi su imali često propagandnu zadaću te bili u službi kulta ličnosti Josipa Broza Tita. Prvi partizanski film socijalističke Jugoslavije "Slavica" je imao imao u roku od jedne godine više od dva milijuna gledatelja. Ovaj ogroman broj se objašnjava činjenicom da su škole slale učenike na organizarano gledanje tih i drugih domaćih filmova.
Pri prvoj značajnijoj krizi legitimnosti Titove Jugoslavije sniman je film Bitka na Neretvi (1969) s međunarodno poznatim zvijezdama Orson Wellsom, Yul Brynnerom i Curd Jürgensom.[nedostaje izvor] Čini se da je to bio posljednji veći filmski adut jugounitarizma. Vrlo popularni filmski "partizani" bili su Boris Dvornik (Hrvat) i Velimir Bata Živojinović (Srbin). Pored velike popularnosti koju su imali u SFR Jugoslaviji u vrijeme snimanja neki su filmovi čak i danas (npr. Otpisani), popularni i u Kini.

## Primjeri za povijesne netočnosti u partizanskim filmovima
Oružje i streljivo partizana u partizanskim filmovima su u glavnom “šarci“ i “šmajseri“. Prikazuje se da su ih partizani navodno zaplijenili od Nijemaca. Međutim su automatska oružja u partizanskim jedinicama bili su engleski automati tipa “sten“. Okviri su se nalazili s lijeve strane. Puškomitraljezi tipa “bren“ su bili prepoznatljivi po okviru s gornje strane.
Patizanani su od listopada 1943. bili odjeveni u britanske uniforme. Do tada su su uglavnom nosili uniforme NDH.
Prisilne mobilizacije u filmovima ne postoje. Prikazuje se u filmovima da partizanima svi rado prilaze a dezerterstva su nezamisliva stvar u partizanskim filmovima. U stvarnosti su upravo partizani bili formacija s najviše dezertera.
Josip Broz Tito su u filmovima prikazuje kao genijalni vojskovođa. U stvarnosti nedostajala osnovna čansićka znanja: Nije znao primjerce čitati topografske zemljovide.

## Popis partizanskih filmova
- - Slavica (Vjekoslav Afrić, 1947)
  - Živjeće ovaj narod (Nikola Popović, 1947)
  - Na svoji zemlji (France Štiglic, 1948)
  - Zastava (Branko Marjanović, 1949)
  - Barba Žvane (Vjekoslav Afrić, 1949)
  - Trst (France Štiglic, 1951)
  - Trenutki odločitve (František Čap, 1955)
  - Opsada (Branko Marjanović, 1956)
  - Pod sumnjom (Branko Belan, 1956)
  - Dolina miru (France Štiglic, 1956)
  - Sam (Vladimir Pogačić, 1959)
  - Dobri stari pianino (František Čap, 1959)
  - Signali nad gradom (Žika Mitrović, 1960)
  - Akcija (Jane Kavčič, 1960)
  - Veselica (Jože Babič, 1960)
  - Kapetan Leši (Žika Mitrović, 1960)
  - Balada o trobenti in oblaku (France Štiglic, 1961)
  - Kozara (Veljko Bulajić, 1962)
  - Mačak pod šljemom (Georgij Skrygin, 1962)
  - Desant na Drvar (Fadil Hadžić, 1963)
  - Dvostruki obruč (Nikola Tanhofer, 1963)
  - Nikoletina Bursać (Branko Bauer, 1964)
  - Ne joči, Peter (France Štiglic, 1964)
  - Tri (Aleksandar Petrović, 1965)
  - Konjuh planinom (Fadil Hadžić, 1966)
  - Pogledu u zjenicu sunca (Veljko Bulajić, 1966)
  - Diverzanti (Hajrudin Krvavac, 1967)
  - Lelejska gora (Zdravko Velimirović, 1968)
  - Bitka na Neretvi (Veljko Bulajić, 1969)
  - Kad čuješ zvona (Antun Vrdoljak, 1969)
  - Most (Hajrudin Krvavac, 1969)
  - Zaseda (Živojin Pavlović, 1969)
  - U gori raste zelen bor (Antun Vrdoljak, 1971)
  - Makedonskiot del od pekolot/Makedonski dio pakla (Vatroslav Mimica, 1971)
  - Prvi splitski odred (Vojdrag Berčić, 1972)
  - Valter brani Sarajevo (Hajrudin Krvavac, 1972)
  - Begunec (Jane Kavčič, 1973)
  - Sutjeska (Stipe Delić, 1973)
  - Mirko i Slavko (Branimir Tori Janković, 1973)
  - Kapetan Mikula Mali (Obrad Gluščević, 1974)
  - Užička republika (Žika Mitrović, 1974)
  - Hitler iz našeg sokaka (Vladimir Tadej, 1975)
  - Doktor Mladen (Midhat Mutapdžić, 1975)
  - Vrhovi Zelengore (Zdravko Velimirović, 1976)
  - Hajka (Žika Pavlović, 1967)
  - Dvoboj za južnu prugu (Zdravko Velimirović, 1978)
  - Boško Buha (Branko Bauer, 1978)
  - Okupacija u 26 slika (Lordan Zafranović, 1978)
  - Povratak (Antun Vrdoljak, 1979)
  - Pakleni otok (Vladimir Tadej, 1979)
  - Partizanska eskadrila (Hajrudin Krvavac, 1979)
  - Nasvidenje v naslednji vojni (Živojin Pavlović, 1980)
  - Pad Italije (Lordan Zafranović, 1981)
  - Snađi se, druže (Berislav Makarović, 1981)
  - Veliki transport (Veljko Bulajić, 1983)
  - Igmanski marš (Zdravko Šotra, 1983)
  - Gluvi barut (Bato Čengić, 1990)
  - Duga mračna noć (Antun Vrdoljak, 2004)
  - Narodni heroj Ljiljan Vidić (Ivan Goran Vitez, 2015)